# Без любви (фильм, 1945)
«Без любви» — американский кинофильм 1945 года. Экранизация произведения, автор которого — Филип Бэрри. Фильм можно смотреть детям любого возраста.

## Сюжет
Одинокая вдова Джейми Роуэн (Кэтрин Хэпбёрн), чтобы помочь в войне, выходит замуж за военного исследователя, ученого Патрика Джемейсона (Спенсер Трейси), который создает лабораторию у неё дома. Патрик получает от этой любви все худшее, а Джейми, наоборот, все лучшее. Они верят, что свадьбы могут быть без любви, ведь это уменьшает вероятность ревности, ссор и друг супружеских минусов. Но по ходу фильма происходит неизбежное: они влюбляются друг в друга.

## В ролях
- Спенсер Трейси — Пэт Джемисон
- Кэтрин Хэпбёрн — Джейми Роуэн
- Патрисия Морисон  — Эдвина Коллинз
- Люсиль Болл — Китти
- Кинан Уинн  — Квентин Лэдд
- Хэйзел Брукс  — девушка в лифте (в титрах не указана)
- Карл Эсмонд — Пол Каррелл
- Чарльз Арнт — полковник Брейден (в титрах не указан)
- Хейни Конклин — мужчина в коридоре (в титрах не указан)